# Neoatreta filipina
Neoatreta filipina is een tweekleppigensoort uit de familie van de Dimyidae. De wetenschappelijke naam van de soort is voor het eerst geldig gepubliceerd in 1913 door Bartsch.